# Reithrodontomys brevirostris
Reithrodontomys brevirostris es una especie de roedor de la familia Cricetidae.

## Distribución geográfica
Se encuentra en Costa Rica y Nicaragua.